# Dm-drogerie markt
dm-drogerie markt (dm) este un concern de magazine de cosmetice și bunuri de larg consum din Germania.
Compania are la nivel internațional peste 2.200 de filiale și a încheiat anul fiscal 2008/2009 cu o cifră de afaceri de 5,2 miliarde euro.
Compania este prezentă și în România, unde deținea 105 de magazine în august 2024.